# Springfield Gardens (Queens)
Pour les articles homonymes, voir Springfield.
Springfield Gardens est un quartier de la municipalité de New York, situé au cœur de l’arrondissement du Queens.

## Situation
Springfield Gardens est délimité au nord par St. Albans, à l'est par Laurelton et Rosedale, au sud par l'aéroport international John F. Kennedy et à l'ouest par Locust Manor. Le quartier, notamment à l'est de Springfield Boulevard, est parfois aussi appelé Brookville.

## Histoire
En 1639, le gouverneur néerlandais Willem Kieft (1597-1647) achète aux Montauks le terrain qui englobe aujourd’hui le comté de Queens. Springfield Gardens fut colonisé par des Européens en 1660, puis cultivé jusqu'au milieu du XIXe siècle.
Un important développement résidentiel eut lieu dans les années 1920, avec l'extension du Long Island Railroad jusqu'à la gare de Springfield Gardens (fermée en 1979).